# Testament de Lénine

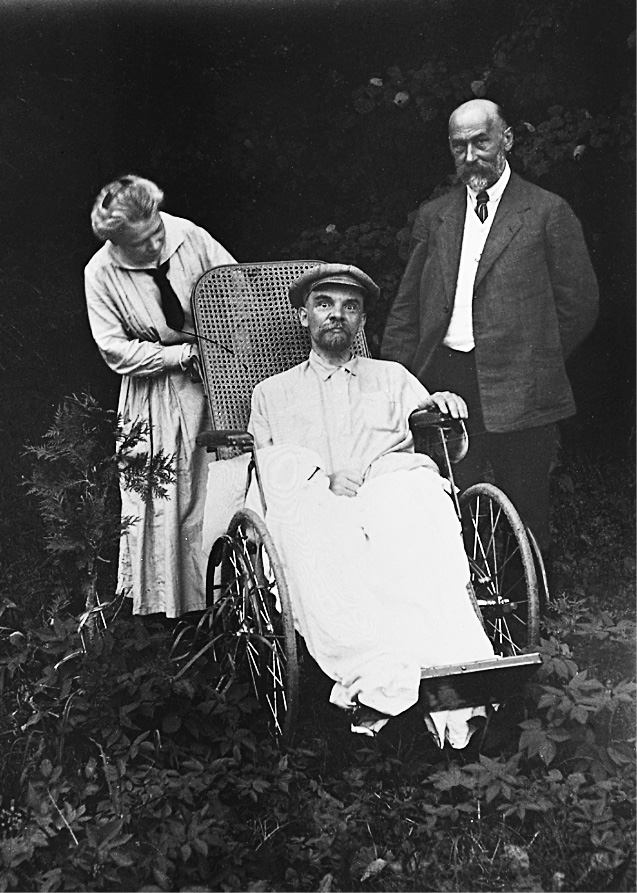
Une des dernières photographies de Lénine. Pris à Gorki après le 15 mai 1923. À côté de lui se trouvent sa sœur Anna Ilyinichna Yelizarova-Ulyanova et l'un de ses médecins A. M. Kozhevnikov.

On désigne par Testament de Lénine un ensemble de trois brèves notes dictées par Lénine les 23 décembre 1922, le  31 décembre 1922 et 4 janvier 1923, peu avant qu'il ne soit définitivement écarté de la vie politique par la maladie.
Lénine s'inquiète dans la première note des risques de scission dans le Parti communiste. Il écrit quelques mots pour caractériser les membres les plus marquants du comité central. Staline a concentré un immense pouvoir en tant que secrétaire général et Lénine se demande s'il saura toujours s'en servir avec assez de circonspection. Trotski est présenté comme l'homme le plus capable du comité central mais il pèche par un excès d'assurance et une vision trop administrative des choses. Viennent ensuite Grigori Zinoviev et Lev Kamenev, dont Lénine rappelle que ce n'est pas par hasard qu'ils se sont opposés à la prise du pouvoir en octobre. Nikolaï Boukharine et Gueorgui Piatakov sont les plus remarquables des jeunes membres du comité central. Mais le premier a quelque chose de scolastique dans ses raisonnements et les capacités du second sont plus d'ordre administratif que politique.
La première note a un ton mesuré. L'addition du 4 janvier à la suite d'une altercation houleuse entre sa femme et Staline est beaucoup plus vive : « Staline est trop brutal ». Lénine propose donc de réfléchir au moyen de le remplacer au secrétariat général par un camarade « plus tolérant, plus loyal, plus poli et plus attentif envers les camarades ».
Jusqu'à la mort de Lénine, sa femme, Nadejda Kroupskaïa, conserva le texte du Testament. Elle le remit au secrétariat général en 1924. Sur son insistance, la troïka Zinoviev-Kamenev-Staline accepta qu'il soit lu aux délégués du 13e congrès du parti communiste russe à condition de ne pas en dévoiler l'existence à l'extérieur. L'existence du Testament fut néanmoins révélée à l'étranger, et le texte fut publié en 1926 par Max Eastman, Alfred Rosmer et Boris Souvarine. La direction stalinienne affirma d'abord que c'était un faux document, contraignant même Trotsky à désavouer Eastman. Mais, en 1927, une fois seul au pouvoir, Staline en reconnut l'existence. Le Testament ne fut plus mentionné pendant la période de terreur stalinienne. Nikita Khrouchtchev réutilisa ce document au moment de la déstalinisation, en 1956.